# لايوس كوراني
لايوس كوراني (بالمجرية: Korányi Lajos)‏ (مواليد 15 مايو 1907) هو لاعب كرة قدم. يلعب مع منتخب المجر لكرة القدم. سبق له أن لعب في كأس العالم لكرة القدم مع منتخب بلاده.

## روابط خارجية
- لايوس كوراني على موقع الاتحاد الدولي (مؤرشف)  (الإنجليزية)
- لايوس كوراني على موقع قاعدة بيانات كرة القدم.إي يو (الإنجليزية)
- لايوس كوراني على موقع ناشيونال فوتبول تيمز (الإنجليزية)
- لايوس كوراني على موقع Soccerway.com (الإنجليزية)
- لايوس كوراني على موقع عالم كرة القدم.نت (الإنجليزية)